# Ilsea dilucida
Ilsea dilucida là một loài bướm đêm trong họ Erebidae.